# Good Morning Call
Good Morning Call (グッドモーニング・コール, Guddo mōningu kōru) est un shōjo manga en 11 volumes créé par Yue Takasuka, prépublié dans le magazine japonais Ribon puis publié aux éditions Shueisha. Une partie de l'histoire a été adaptée dans un OVA.En 2007, l'auteur a créé une suite au manga intitulée Good Morning Kiss (グッドモーニング・キス), prépublié dans le magazine Cookie. Quinze tomes sont sortis en septembre 2016.
Une adaptation en série télévisée produite par Fuji TV et Netflix est diffusée dans le monde entier à partir de février 2016.

## Histoire
Une collégienne se retrouve, sans le vouloir, en colocation avec un des plus beaux garçons de son école. Il est plutôt agressif au premier abords mais les deux jeunes héros vont apprendre à se connaître au fil du temps...